# Jules Alphonse Adrien Chailley
Pour les articles homonymes, voir Chailley (homonymie).
Jules Alphonse Adrien Chailley (1850-1920) est un général de division français dont le nom est associé à la Première Guerre mondiale.

## Biographie

### Grades
- 29/05/1906: général de brigade
- 23/03/1912: général de division

### Décorations
- Légion d'honneur: Chevalier (09/07/92), Officier (30/12/05), Commandeur (10/07/13)
- Médaille Commémorative de la Guerre de 1870

### Postes
- 29/05/1906: commandant de la 65e Brigade d'Infanterie et des subdivisions de région d'Agen et de Cahors
- 22/01/1909: commandant de la Brigade de Cavalerie de Tunisie
- 23/03/1911: en disponibilité.
- 08/06/1911: commandant de la  21e Division d'Infanterie et des subdivisions de région de Nantes, d'Ancenis, de La Roche-sur-Yon et de Fontenay
- 23/11/1912: commandant de la  8e Division d'Infanterie et des subdivisions de région de Laval, de Mayenne, du  Mans, de Dreux et de Chartres
- 22/12/1913: inspecteur des formations de réserve et des préparations militaires de la  4e Région
- 02/08/1914: commandant de la  54e Division d'Infanterie de Réserve
- 04/09/1914: affecté à la direction des étapes et services de la IIIe Armée
- 11/09/1914: directeur des étapes et services de la IXe Armée
- 06/10/1914: directeur des étapes et services de la Xe Armée
- 22/05/1915: placé dans la section de réserve.
- 28/10/1915-20/03/1916: commandant de la division d'occupation de Tunisie